# Isodictya porifera
Isodictya porifera är en svampdjursart som först beskrevs av Thomas Whitelegge 1906.  Isodictya porifera ingår i släktet Isodictya och familjen Isodictyidae. Inga underarter finns listade i Catalogue of Life.